# SpVgg Herten
Die SpVgg Herten (vollständiger Name: Spielvereinigung Herten 07/12 e. V.) war ein Sportverein aus Herten. Die erste Fußballmannschaft spielte sieben Jahre in der Gauliga Westfalen und 14 Jahre in der II. Division West.

## Geschichte

### Fußball
Im Jahre 1912 wurde der SpV Herten 12 gegründet. 1929 und 1932 wurde die Mannschaft Westfalenmeister und erreichten dadurch die Endrunde um die Westdeutsche Meisterschaft. Der Verein wurde 1933 in die neu gegründete Gauliga Westfalen aufgenommen. Die Spielzeiten 1934/35 und 1936/37 waren die erfolgreichsten der Vereinsgeschichte. Beide Male belegte die in der Kampfbahn Katzenbusch beheimatete Mannschaft den vierten Platz. Dreimal konnten die Hertener dem als „unschlagbar“ geltenden FC Schalke 04 ein Unentschieden abknöpfen. 1939 musste die Mannschaft absteigen und kehrte in der Saison 1941/42 für ein Jahr zurück.
Nach dem Zweiten Weltkrieg wurde die Mannschaft in die Landesliga aufgenommen, der alle Gauligisten der Jahre 1939 bis 1945 angehörten. Nachdem 1947 die Oberliga West verpasst wurde, fusionierte die SpV mit Concordia Herten zur SpVgg Herten 07/12. Unter diesem Namen gelang auf Anhieb die Rückkehr in die Landesliga und 1949 die Qualifikation für die II. Division. Dort spielte die Mannschaft mit unterschiedlichem Erfolg. In der Saison 1954/55 verpassten die Hertener als Vierter den Aufstieg in die Oberliga nur um einen Punkt. 1962/63 erreichte die SpVgg mit dem dritten Platz die beste Platzierung in der II. Division und qualifizierte sich für die neu eingeführte Regionalliga West. Hier konnte die SpVgg zunächst mithalten. Es glückten eine Anzahl beachtlicher Ergebnisse, so ein 2:1-Sieg beim Gesamt-Dritten Fortuna Düsseldorf, ein 4:0-Auswärtssieg bei Westfalia Herne oder ein 5:1-Heimsieg gegen Bayer 04 Leverkusen. Am letzten Spieltag der Saison 1963/64 verlor die Mannschaft durch einen Handelfmeter in der Schlussminute beim VfB Bottrop und musste als fünftletzte Mannschaft in der Endtabelle aufgrund des schlechteren Torquotienten absteigen. Die Liga sollte von 20 auf 18 Vereine reduziert werden. 
Die Rückkehr in die Regionalliga wurde verpasst und 1972 folgte gar der Abstieg aus der Verbandsliga. Die sportlich Talfahrt setzte sich mit dem Abstieg aus der Landesliga 1976 fort. Drei Jahre später stiegen die Hertener noch einmal in die Landesliga auf und wurden dort 1981 Dritter. 1989 stieg die Mannschaft wieder in die Bezirksliga ab und musste fünf Jahre später den Gang in die Kreisliga A antreten. Die finanziellen Probleme konnten durch ein von Rudi Assauer, der in den frühen 1960er Jahren für die SpVgg Herten spielte, organisiertes Freundschaftsspiel gegen Schalke 04 beseitigt werden.

### Rollhockey
Neben den Fußballern stellte die SpVgg Herten auch eine erfolgreiche Rollhockeyabteilung, die viele Jahre in der 1967 gegründeten Bundesliga spielte. Die Mannschaft wurde 1951, 1955, 1956, 1957, 1961, 1964, 1965, 1970 und zuletzt im Jahre 1979 deutscher Meister und ist damit der vierterfolgreichste Verein Deutschlands. Die Abteilung spaltete sich mittlerweile unter dem Namen Rollsport Spielvereinigung Herten ab.

## Persönlichkeiten
- Peter Anders
- Rudi Assauer
- „Jule“ Barwenzik
- Helmut Bracht
- Werner Brosda
- Siegfried Burkhardt
- Heinz Dokter
- Hermann Erlhoff
- Günter Graetsch
- Wilhelm Kronsbein
- Johannes Malka
- Kurt Sahm
- Hans Gerhard Schulz
- Egon Schwan
- Hans-Jürgen Wittkamp

## Nachfolgeverein DJK SpVgg Herten
Am 1. Juli 2000 vollzog die SpVgg die lange angestrebte Fusion mit der DJK 07/26 Herten. Die DJK 07/26 Herten entstand im Jahre 1971 durch die Fusion der im Jahre 1907 gegründeten DJK Rot-Weiß Herten mit dem im Jahre 1926 gegründeten Verein Teutonia Herten-Süd. Sportlich spielte die DJK 07/26 lediglich auf Kreisebene. 
Die DJK SpVgg Herten übernahm den Platz der SpVgg in der Kreisliga A und schaffte im Jahre 2004 den Aufstieg in die Bezirksliga. Nach dem direkten Wiederabstieg schafften die Hertener 2008 den erneuten Aufstieg in die Bezirksliga. Seit dem Abstieg im Jahre 2017 spielte der Verein in der Kreisliga A. Nach dem Abstieg im Jahre 2022 folgte ein Jahr später der Abstieg in die Kreisliga C. Schon in der folgenden Saison 2023/24 gelang der Wiederaufstieg in die Kreisliga B.
Mit Phil Neumann brachte die DJK SpVgg einen späteren Profi hervor.